# Aspidoptera delatorrei
Aspidoptera delatorrei är en tvåvingeart som beskrevs av Wenzel 1966. Aspidoptera delatorrei ingår i släktet Aspidoptera och familjen lusflugor. Inga underarter finns listade i Catalogue of Life.